# Łódzka Specjalna Strefa Ekonomiczna
Łódzka Specjalna Strefa Ekonomiczna S.A. – jedna z 14 specjalnych stref ekonomicznych w Polsce. 
Została utworzona 15 kwietnia 1997 roku w drodze rozporządzenia Rady Ministrów.

## Opis
Składa się z kilkudziesięciu podstref usytuowanych m.in. w Łodzi, Ksawerowie, Zgierzu, Ozorkowie, Konstantynowie Łódzkim, Aleksandrowie Łódzkim, Tomaszowie Mazowieckim, Kutnie, Zduńskiej Woli, Bełchatowie, Rawie Mazowieckiej, Łęczycy, Radomsku, Sieradzu, Wieluniu, Paradyżu, Piotrkowie Trybunalskim, Pruszkowie, Nowych Skalmierzycach, Kole, Turku, Przykonie, Sławnie i Warszawie.
Do największych inwestorów działających w ŁSSE S.A. zaliczają się m.in. Procter & Gamble, Whirlpool Corporation, Dell, Ceramika Tubądzin, Atlas i Hutchinson.

## Prezesi ŁSSE
- 1997–2002: Marek Pyka[5]
- 2002–2006: Andrzej Ośniecki[6]
- 2006: Piotr Oleś[7][8]
- 2006: Maciej Rapkiewicz[8][9]
- 2006–2011: Marek Cieślak[10]
- 2011–2016: Tomasz Sadzyński[11][12]
- 2016-2024: Marek Michalik[12]
- od 2024: Tomasz Sadzyński[13]